# Alle elsker Raymond
Alle elsker Raymond er en amerikansk sitcom, skabt af Philip Rosenthal. Serien kørte i ni sæsoner med i alt 210 afsnit á ca. 30 minutter inkl. reklamepauser. Den debuterede 13. september 1996 på CBS og afsluttedes 16. maj 2005.

## Medvirkende
| Ray Romano       | Raymond "Ray" Barone                          |
| Patricia Heaton  | Debra Barone, Raymonds Kone                   |
| Brad Garrett     | Robert Barone, Raymonds Bror og Debras Svoger |
| Doris Roberts    | Marie Barone, Raymonds Mor                    |
| Peter Boyle      | Frank Barone, Raymonds Far                    |
| Madylin Sweeten  | Ally Barone, Raymond og Debra´s ældste datter |
| Sawyer Sweeten   | Geoffrey Barone, Den Ene af tvillingerne      |
| Sullivan Sweeten | Michael Barone, Den anden af tvillingerne     |